# Visoka (gmina Unešić)
Visoka – wieś w Chorwacji, w żupanii szybenicko-knińskiej, w gminie Unešić. W 2011 roku liczyła 52 mieszkańców.